# Rie Beisenherz
Maria Martha "Rie" Beisenherz, (Amsterdam, 8 de setembre de 1901 – Bussum, Holanda del Nord, 12 d'abril de 1992) va ser una nedadora neerlandesa que va competir a començaments del segle xx.
El 1920 va prendre part en els Jocs Olímpics d'Anvers, on va disputar els 100 metres lliures del programa de natació. Quedà eliminada en les semifinals en quedar tercera de la seva sèrie. Va tornar cap a casa amb un nou rècord nacional i havent estat la primera dona neerlandesa en disputar uns Jocs.